# Prithviraj Kapoor
Prithviraj Kapoor (Lyallpur, 3 novembre 1901 – Bombay, 29 maggio 1972) è stato un attore indiano.
Si tratta di uno dei pionieri del cinema indiano.
È il patriarca della famosa famiglia Kapoor, una delle più influenti di Bollywood.
Ha avuto quattro figli, una femmina e tre maschi: questi ultimi lavorano nel mondo del cinema e sono Raj, Shammi e Shashi Kapoor.
È morto di cancro quindici giorni prima della moglie, anch'essa malata.

## Filmografia parziale

### Cinema
- Alam Ara, regia di Ardeshir Irani (1931)
- Bidyapati, regia di Debaki Bose (1937)
- Sikandar, regia di Sohrab Modi (1941)
- Awaara, regia di Raj Kapoor (1951)
- Pardesi, regia di Khwaja Ahmad Abbas e Vasili Pronin (1957)
- Mughal-E-Azam, regia di K. Asif (1960)
- Zindagi, regia di Ramanand Sagar (1964)
- Daku Mangal Singh, regia di Chand (1966)
- Heer Raanjha, regia di Chetan Anand (1970)
- Kal Aaj Aur Kal, regia di Randhir Kapoor (1971)
- Sakshatkara, regia di S.R. Puttana Kanagal (1971)